# ポウル・ルーザス
ポウル・ルーザス（Poul Ruders、1949年3月27日 - ）は、デンマークの作曲家。
ルーザスはリングステッド（Ringsted）の生まれ。オルガニストとしての修行を積み、カール・オーエ・ラムスセン（Karl Aage Rasmussen）についてオーケストレーションを学んだ。作品のスタイルは、ヴィヴァルディのパスティーシュ（『ヴァイオリン協奏曲』1981年）から、モダニズム（『Manhattan Abstraction』1982年）まで幅広い。アメリカのデヴィッド・スタロビン（David Starobin）をはじめとするギタリストたちに曲（ギター協奏曲、ギター独奏曲）を提供した。弟子にマーク・メリッツ（Marc Mellits）がいる。

## 主な作品

### オペラ
- Tycho（1968年）
- Tjenerindens fortælling（侍女の物語）（1990年）
- Proces Kafka（カフカの『審判』）（2005年）
- Selma Ježková（Dancer in the Dark）（2007年）

### 交響曲
- 交響曲第1番『Himmelhoch Jauchzend - zum Tode betrübt』（1989年）
- 交響曲第2番『Symphony and Transformation』（1995年 - 1996年）

### 管弦楽曲
- Concerto in Pieces『パーセル変奏曲』（1994年 - 1995年） - ヘンリー・パーセルのオペラ『ディドとエネアス』の魔女たちのコーラスの変奏。

### 協奏曲
- ギター協奏曲第1番『サロモディーズ』（1998年）
- ギター協奏曲第2番『パガニーニ変奏曲』（1999年 - 2000年）

### 弦楽四重奏曲
- 弦楽四重奏曲第2番（1979年）
- 弦楽四重奏曲第3番『モテット』（1979年）

### ピアノ曲
- ピアノ・ソナタ第1番『ダンテ・ソナタ』（1970年）
- ピアノ・ソナタ第2番（1982年）

### ギター曲
- サロモディーズ組曲（1990年）
- エチュードとリチェルカーレ（1994年）
- シャコンヌ（1997年）